# Monte Carasso
Monte Carasso é uma comuna da Suíça, no Cantão Tessino, com cerca de 2.412 habitantes. Estende-se por uma área de 9,70 km², de densidade populacional de 249 hab/km². Confina com as seguintes comunas: Bellinzona, Cugnasco, Giubiasco, Gorduno, Preonzo, Sementina.
A língua oficial nesta comuna é o Italiano.